# Bois
Bois je priimek več oseb:
- Samuel-Louis-Alcide Bois, francoski general
- Théophile-Eugène-Désiré-Marie Bois, francoski general